# Ларрива, Гуадалупе
Гуадалупе Ларрива (исп. Guadalupe Larriva; 28 июля 1956, Куэнка, Эквадор — 24 января 2007, Манта, Эквадор) — эквадорский политик, министр обороны с 15 по 24 января 2007 года.
Бывший университетский профессор истории и географии и глава Эквадорской социалистической партии, Ларрива 15 января 2007 года возглавила военное ведомство в кабинете президента Рафаэля Корреа. Она стала первой в истории страны женщиной на посту министра обороны и одним из немногих гражданских лиц, когда-либо в эквадорской истории возглавлявшим местную армию.
Спустя всего 9 дней после назначения Ларрива, её 17-летняя дочь и два пилота погибли при столкновении двух вертолётов возле военной базы Манта на побережье Тихого океана, в 275 километрах к юго-западу от эквадорской столицы Кито.
22 января 2007 года, за два дня до гибели, Ларрива объявила, что Эквадор не продлит после 2009 года контракт с армией США на использование американцами военно-воздушной базы Манта в борьбе против наркоторговли в тихоокеанском регионе.
После гибели Ларривы президент Эквадора Рафаэль Корреа пообещал опять назначить на пост министра обороны страны женщину. 30 января 2007 года он выполнил своё обещание. Новой главой военного ведомства стала Лорена Эскудеро, как и Ларрива, родившаяся в Куэнке и бывшая до своего нового назначения университетским профессором.